# Jacinto Higueras
Pour les articles homonymes, voir Higueras (homonymie).
 (août 2022).
Jacinto Higueras Fuentes, né à Santisteban del Puerto le 22 février 1877 et mort à Madrid le 20 novembre 1954, est un sculpteur espagnol. Il est le père de Modesto et de Jacinto Higueras Cátedra, tous deux membres de la troupe de théâtre de La Barraca de Federico Garcia Lorca, et le grand-père de la soprano Ana Higueras.

## Biographie
Jacinto Higueras s'installe à Madrid en 1894, où il se forme dans les ateliers du sculpteur Agustín Querol, puis de celui de Mariano Benlliure, avec qui il travaille pendant neuf ans. 
Il revient dans sa ville natale en 1909, avec sa première grande commande, le Monumento a las Batallas de Jaén (es) (Monument aux Batailles de Jaén), qui est inauguré en 1912. Après la guerre d'Espagne, il se consacre principalement aux commandes d’œuvres religieuses.
En 1942, il rejoint l'Académie royale des beaux-arts Saint-Ferdinand.
Après son décès, grâce à une donation de sa famille, le musée Jacinto Higueras est inauguré à Santisteban del Puerto, dans la province de Jaén, ainsi qu'une sculpture monumentale à Jaén, œuvre de son fils.